# Кардосо, Алиссон
Алиссон Камила Кардосо Кардосо (исп. Alisson Camila Cardozo Cardozo; 15 мая 1998) — колумбийская спортсменка, борец вольного стиля, призёр Боливарианских и Центральноамериканских и Карибских игр.

## Карьера
В августе 2013 года она стала серебряным призёром Панамериканского первенства среди кадетов. Является бронзовым призёр Боливарианских игр 2017 года, в 2023 году также стала третьим призёром на Центральноамериканских и Карибских играх. В сентябре 2023 года на чемпионате мира в Белграде она в схватке за бронзовую медаль уступила Фэн Цзыци из Китая, а в схватке за олимпийскую лицензию проиграла Эвин Демирхан из Турции. 29 февраля 2024 года на Панамериканском квалификационном турнир в мексиканском Акапулько она завоевала лицензию на Олимпийские игры в Париже.

## Достижения
- Боливарианские игры 2017 — ;
- Центральноамериканские и Карибские игры 2023 — ;